# Roman Musil
Roman Musil es un deportista checo que compitió en atletismo adaptado y ciclismo adaptado en ruta. Ganó siete medallas en los Juegos Paralímpicos de Verano entre los años 2000 y 2008.

## Palmarés internacional
| Juegos Paralímpicos | Juegos Paralímpicos | Juegos Paralímpicos | Juegos Paralímpicos |
| Año                 | Lugar               | Medalla             | Prueba              |
| ------------------- | ------------------- | ------------------- | ------------------- |
| 2000                | Sídney (Australia)  | Medalla de oro      | Jabalina F33        |
| 2000                | Sídney (Australia)  | Medalla de oro      | Peso F33            |
| 2000                | Sídney (Australia)  | Medalla de plata    | Disco F33           |
| 2004                | Atenas (Grecia)     | Medalla de oro      | Peso F33-34         |
| 2008                | Pekín (China)       | Medalla de bronce   | Disco F33/34/52     |

| Juegos Paralímpicos | Juegos Paralímpicos | Juegos Paralímpicos | Juegos Paralímpicos                    |
| Año                 | Lugar               | Medalla             | Prueba                                 |
| ------------------- | ------------------- | ------------------- | -------------------------------------- |
| 2000                | Sídney (Australia)  | Medalla de oro      | 1,9 km contrarreloj triciclo CP2 mixto |
| 2000                | Sídney (Australia)  | Medalla de bronce   | 5,4 km contrarreloj triciclo CP2 mixto |